# Indianerdommel
Die Indianerdommel (Botaurus exilis, Synonym: Ixobrychus exilis) auch Amerikanische Zwergdommel ist eine Vogelart aus der Familie der Reiher.

## Merkmale
Die Indianerdommel ist ein sehr kleiner Reiher mit einer Körperlänge von nur ca. 33 cm. Somit ist sie noch kleiner als die europäische Zwergdommel. Sie ist hellbraun mit kastanienbrauner Oberseite. Es liegt ein leichter Geschlechtsdimorphismus vor, da das Männchen auf Schulter und Oberkopf schwarz ist, diese Bereiche sind bei den Weibchen braun. Die Jungvögel ähneln den Weibchen, sind aber insgesamt stärker gestreift.

## Vorkommen

Verbreitungsgebiet der Indianerdommel

Das Verbreitungsgebiet umfasst die Niederungen Amerikas von Kanada bis Nord-Argentinien. Im Norden ihres Verbreitungsgebietes ist sie ein Zugvogel. Die dort brütenden Vögel überwintern in Florida oder Südamerika. Verirrte Exemplare wurden jedoch auch schon in Europa gesichtet. Sie bewohnt, wie die meisten Dommeln, dichte Röhrichtbestände in Feuchtgebieten.

## Verhalten
Sie jagt im Röhricht kletternd nach kleinen Fischen und Insekten. Sie brütet in Schilfnestern, die gut im Röhricht versteckt sind. Dort legt das Weibchen vier bis fünf Eier. Die Jungvögel werden von den Eltern gemeinsam großgezogen. In günstigen Jahren kommt es gelegentlich zu zwei Bruten. Durch ihr verstecktes Leben im Schilf sind diese Vögel nur schwer zu beobachten. Fühlen sie sich bedroht, fliegen sie meist nicht davon, sondern klettern nur noch tiefer ins Dickicht.

## Unterarten
Es sind sechs Unterarten bekannt:
- B. e. exilis (Gmelin, JF, 1789)[2] – Die Nominatform kommt im Osten Kanada, dem Südosten und Südwesten der USA vor.
- B. e. pullus van Rossem, 1930[3] – Diese Unterart kommt im Nordwesten Mexikos vor.
- B. e. erythromelas (Vieillot, 1817)[4] – Diese Unterart ist im Osten Panamas über den Norden Südamerikas bis in den Norden Boliviens und den Norden Argentiniens verbreitet.
- B. e. limoncochae Norton, DW, 1965[5] – Diese Subspezies kommt im Osten von Ecuador vor.
- B. e. bogotensis Chapman, 1914[6] – Diese Subspezies ist in Zentralkolumbien verbreitet.
- B. e. peruvianus Bond, 1955[7] – Das Verbreitungsgebiet dieser Unterart ist das westliche zentrale Peru.

## Etymologie und Forschungsgeschichte
Die Erstbeschreibung der Indianerdommel erfolgte 1789 durch Johann Friedrich Gmelin unter dem wissenschaftlichen Namen Ardea exilis. Als Verbreitungsgebiet gab er Jamaika an. 1819 führte James Francis Stephens die neue Gattung Botaurus ein. Der Name hat seinen Ursprung in lateinisch butaurus, bootaurus, butor, butorus, botor ‚Dommeln‘. Der Artname exilis leitet sich von lateinisch ex ‚ohne‘ und lateinisch ile, ilis ‚Darm‘ ab, ist besser als lateinisch exilis ‚klein, schlank, dünn‘ zu verstehen. Bogotensis bezieht sich auf Bogota,  peruvianus auf Peru und limoncochae auf Limoncocha. Pullus hat seinen Ursprung in lateinisch pullus ‚dunkelfarben, schwärzlich, düster‘. Erythromelas ist ein Wortgebilde aus ερυθρος erythros, deutsch ‚rot‘ und μελας, μελαινα melas, melaina, deutsch ‚schwarz‘. Vieillot verwendete den Namen basierend auf Garza roxa y negra von Félix de Azara. Alfred Laubmann hatte für sein Werk Die Vögel von Paraguay keinen Balg zur Verfügung. In der  Literatur sah er für fast alle Nachweise von B. e. erythromelas nur eine Referenz auf Azara. Einzig Waikthlatingmayalwa durch John Graham Kerr erschien ihm eine Ausnahme.